# Milan Pitlach
Milan Pitlach (1. března 1943 v Kroměříži – 31. srpna 2021 v Düsseldorfu) byl český architekt a fotograf působící v Německu.

## Život a dílo
Po absolvování gymnázia v Opavě vystudoval Fakultu architektury Českého vysokého učení technického v Praze (1966). V letech 1966–1969 pracoval ve Sdružení projektových atelierů v Praze, atelieru Delta. V letech 1969–1970 byl na stáži v londýnské kanceláři Yorke, Rosenberg & Mardall. V letech 1971–1980 byl zaměstnán v Projektovém ústavu výstavby hl. m. Prahy. V roce 1981 emigroval do Spolkové republiky Německo. Pracoval v kancelářích Dansard, Kalenborn & Partner, Heuser Architects, mezi lety 1984–1989 pak v ateliéru O. M. Ungerse v Kolíně nad Rýnem. V letech 2003–2009 působil v Šanghaji jako hlavní architekt společnosti Archlong Group Co.
Během londýnské stáže začal fotografovat. První výstavu otevřel v pražské Redutě v roce 1972. Od té doby realizoval na čtyři desítky individuálních výstav a svou fotografickou tvorbu publikoval v řadě časopisů, knižních publikací a katalogů.

## Architektonické dílo
Milan Pitlach ve svém díle vycházel z tradic české moderní architektury. „Základními premisami mých návrhů jsou ekonomie hmoty, ale také půdorysu a úsilí vytvářet prostor. Hmotové koncepty jsou odvíjeny z elementárních geometrických objemů, které, jakkoliv dekonstruovány, nechávají tušit jejich původní tvar.“ Vyhýbal se formovému subjektivismu, který se příliš často manifestuje okázalými gesty stejně jako ornamentalismu. Těžištěm jeho práce, ať už to bylo v Čechách, v Anglii, v Německu nebo v Číně, bylo především vypracovávání konceptů, a to jak architektonických, tak také urbanistických. (Diplomní projekt dělal na katedře urbanismu u prof. Kriseho) Své tvůrčí postoje formuloval příležitostně formou úvah a kritických statí. Řadu z nich publikovaly časopisy Architektura ČSR, Architekt, Revolver Revue a její Kritická příloha. Marginálně se věnoval pedagogické činnosti. V letech 1984–1985 byl hostujícím profesorem Bergische Universität ve Wuppertalu, v letech 1992–1993 působil na Českém vysokém učení technickém v Praze.

### Projekty a realizace (výběr)
- 1968 – soutěž na Jihozápadní město v Praze
- 1968 – soutěž na Velvyslanectví ČSR ve Stockholmu
- 1971 – projekt Zotavovny ve Starých Splavech
- 1975 – koncept Zahradního města Praha – Lipence
- 1975 – rodinný dům v Bílovci
- 1975 – instalace výstavy Jana Svobody v Moravské galerii v Brně
- 1977 – byty učitelů Školy dětí diplomatického sboru v Praze – Bubenči
- 1978 – rodinný dům v Ostravě – Dobroslavicích
- 1980 – návrh Federálního statistického úřadu v Praze – Strašnicích
- 1985 – budova Spolkového soudu v Karlsruhe (pro kancelář O. M. Ungerse)
- 1986 – Progetto Biccoca , Milano (pro kancelář O. M. Ungerse)
- 1986 – soutěž Kunstahalle Düsseldorf (pro kancelář O. M. Ungerse)
- 1987 – soutěž Messepalast Vídeň (pro kancelář O. M. Ungerse)
- 1987 – soutěž Mediapark, Kolín nad Rýnem (pro kancelář O. M. Ungerse)
- 1988 – koncept Fortrezza di Basso, Florencie (pro kancelář O. M. Ungerse)
- 1989 – Administrativní budova BIBA, Bremen (pro kancelář O. M. Ungerse)
- 1992 – Učňovská škola v Uerdingen
- 1993 – soutěž na Řešení ploch pražských nádraží, Praha
- 1994 – City Passage, Herne
- 1996 – návrh úpravy Karlova náměstí, Třebíč
- 2000 – Laboratoře firmy Bayer, Wuppertal
- 2003 – vila Bethanienturm, Berlín
- 2003 – administrativní budova JMS, Šanghaj
- 2004 – South Club na ostrově MJN, Tianjin
- 2004 – International Art Center, Šanghaj
- 2004 – Šanghajský židovský památník, Šanghaj
- 2005 – soutěž na rozšíření letiště a železniční stanici Hongqiao, Šanghaj
- 2005 – japonská restaurace, Šanghaj
- 2006 – návrh nového městského centra, Changqing
- 2007 – směrný územní plán East Tai Hu Lake, Suzhou
- 2008 – koncept vilové čtvrti, Taohuajie
- 2010 – návrh obytného domu Mirbachplatz, Berlín

### Ocenění architektonického díla
Z velkého počtu projektů a soutěžních návrhů jich byla řada oceněna nejvyšší cenou: urbanistické řešení Prahy – Libně (1980), Budova spolkového sněmu v Karlsruhe (1986), Media Park Köln (ex equo, 1987), Messepalast Wien (ex equo, 1987), Budova společnosti BIBA Bremen (1989), úprava Karlova náměstí v Třebíči (projekt vybraný k realizaci,1996), administrativní budova Blok #114, Jing An District v Šanghaji, (2004), Šanghajský židovský památník v Šanghaji (2004), Kulturní zóna Min Hang v Šanghaji (2005), Zastavovací plán území East Tai Hu Lake, Suzhou (2007). Ceny dostala řada dalších projektů: soutěž na Jihozápadní město Prahy (1968), soutěž na dětská hřiště, Praha (1971), soutěž na rozšíření městské knihovny ve Fuldě (1986), soutěž na Residenční soubor, Solingen (1990), soutěž na Řešení ploch pražských nádraží, (1993), Generel průmyslové zóny Sweinfurt (1995), soutěž na stanici zavěšené dráhy, Wuppertal (1993), soutěž na úpravu Komenského a Masarykova náměstí, Třebíč (1996).

### Výstavy architektonického díla
- 2004 – Artsea Gallery, Šanghaj, Šanghajský židovský památník
- 2012 – Dům umění, Kabinet architektury, Galerie výtvarného umění v Ostravě, Šanghajské koncepty[3]
- 2012 – Industrial Gallery, Ostrava, Skici
- 2012 – Dům umění, Kabinet architektury, OKO Opava, 3 x Milan Pitlach. Šangajské práce[4]

## Fotografické dílo
Milan Pitlach se zabýval fotografií od roku 1969. Během londýnské stáže se „nechal okouzlit novými způsoby a projevy života, s nimiž souzníval a velmi rychle se s nimi ztotožňoval. Protože se mu jevil důležitý, chtěl si ho zaznamenat [...] Učinil tak formou fotografií a zápisků, obojí téměř deníkových, poněvadž v nich je spíše než distancovaný a profesionální přístup, zřejmý vztah někoho, kdo chce vizuálně a literárně hovořit o subjektivním prožitku a možná o klíčové události svého života.“ V Čechách sedmdesátých let pokračoval v dokumentárním zobrazování české reality období normalizace. Stejnou estetikou jsou neseny i jeho snímky z cest z tohoto desetiletí (Polsko, NDR, Rusko). V té době začal také rozvíjet intimní linii své tvorby, která nalezla svůj výraz v publikaci v cyklu nazvaném Deniky. Po emigraci začal těžit z možností svobody pohybu, jehož odrazem bylo zintenzívnění fotografické činnosti. V tvorbě osmdesátých let, poznamenané mnohými cestami (Itálie, Francie, Japonsko, USA) je nejrozsáhlejší jeho soubor fotografií z Indie. „U indických fotografií, vzniklých o deset let později (než anglické fotografie) se setkáváme s formální bravurou. Pitlach vyvažuje svou komposici s profesionální jistotou a až estétskou vytříbeností. [...] Zachází až barokně s kontrapunktem světla a stínu.“ Posledním velkým tématem dokumentární fotografie se stala Pitlachovi Čína, kde pobýval jako architekt po dobu šesti let. Ale vedle dokumentární fotografie nalézá v poslední době ve své tvorbě stále více prostoru fotografie spekulativní. Definitivní formu dostalo díky knižní publikaci téma Matoušovy pašije. Rovněž byly publikovány části jiných souborů fotografií, jako Krajiny podle Friedricha Nietzscheho, Fragmenty, Kaligrafie, Kašpar noci podle Ravela.

### Výstavy fotografického díla (výběr)
- 1972 – Reduta, Praha, Ostrov
- 1976 – Moravská Galerie, Brno, Londýnský deník (výstava byla zakázána)
- 1977 – Gallery Creative Camera, Londýn, London Diary
- 1983 – Gallery Porta Dromedaris, Enkhuisen, Photographs from Czechoslovakia
- 1984 – Gallery K, Tokyo, Footnotes
- 1992 – Galerie Mánes, Praha, Česká fotografie v emigraci
- 1994 – Galerie Fronta, Praha, Milan Pitlach, retrospektivní výstava
- 1995 – Stadttheater, Solingen, Ueber das Theater / O divadle
- 1997 – Interkamera, Praha, Deníky
- 1999 – Zámek Strážnice, O slavnosti a hostech
- 2000 – Národní galerie, Praha, Fotografie z Indie
- 2000 – Zámek Boskovice, Let it Bleed / Téma s variacemi
- 2000 – České kulturní centrum, Drážďany, Fotografie z Čech sedmdesátých let
- 2000 – Tanzhaus NRW, Düsseldorf, Tänze des Alltags / O tanci
- 2000 – Obecní dům, Praha, Galerie Helsinki, My 1948-1989 (výstava Moravské galerie v Brně)
- 2001 – Moravská galerie v Brně, Londýnský deník
- 2001 – Památník národního písemnictví, Praha, Evangelium podle Matouše
- 2002 – British Council, Praha, Londýnský deník
- 2003 – Gallerie Werkstat, Blankenheim, Fragmenty
- 2003 – Artsea Gallery, Šanghaj, Four Foreigner Photographers
- 2004 – Artsea Gallery, Šanghaj, Eyes Wide
- 2005 – Uměleckoprůmyslové museum, Praha, Česká fotografie 20. století
- 2008 – Národní galerie, Praha, Kaligrafie
- 2008 – Moravská galerie, Brno, Třetí strana zdi (výstava Moravské galerie v Brně)
- 2010 – Galerie Fiducia, Ostrava, Sůl země / Fotografie z Ostravy
- 2012 – Galeria, Drama, Řecko, The Fate of Man
- 2012 – Ostravské muzeum, Ostrava, Kaligrafie
- 2013 – Industrial Gallery, Ostrava, Kašpar noci podle Ravela
- 2013 – Dům umění, Kabinet architektury, Galerie výtvarného umění v Ostravě, Le Corbusier - Chandigarh[9]
- 2023 – Milan Pitlach: Fotografie z Československa 1968-1980, 3. listopad — 15. prosinec 2023, kurátor Pavel Vančát, Ateliér Josefa Sudka, Praha[10]

## Publikace